# Dino Barsotti
Dino Barsotti (født 1. januar 1903, død 12. juni 1985) var en italiensk roer og dobbelt olympisk medaljevinder.
Barsotti var med i Italiens otter, der blev europamestre i 1929 og vandt EM-sølv de to følgende år. Italienerne stillede op ved OL 1932 i Los Angeles og vandt deres indledende heat klart. I finalen blev de kun besejret af hjemmebanefavoritterne fra USA, mens Canada sikrede sig bronzemedaljerne. Bådens besætning bestod desuden af Renato Barbieri, Mario Balleri, Renato Bracci, Vittorio Cioni, Guglielmo del Bimbo, Enrico Garzelli, Roberto Vestrini og styrmand Cesare Milani, hvoraf størstedelen også var med i de foregående EM-konkurrencer.
Barsotti var igen med til at vinde EM-sølv i 1933. Han var desuden med til at vinde seks italienske mesterskaber med båden fra Livorno mellem 1929 og 1936.
Han var en af en de roere, der fortsat var med ved OL 1936 i Berlin, hvor italienerne i indledende heat blev besejret af den ungarske båd, men i opsamlingsheatet (semifinalen) sikrede de sig med en sejr plads i finalen. Her førte italienerne efter ca. en tredjedel, men den amerikanske båd tog føringen efter endnu en tredjedel og holdt den til mål og sejr. Italienerne formåede at hold den tyske båd bag sig og sikrede sig endnu en OL-sølvmedalje, mens tyskerne vandt bronze. De øvrige besætningsmedlemmer i den italienske båd var Guglielmo del Bimbo, Enrico Garzelli, Enzo Bartolini, Mario Checcacci, Dante Secchi, Ottorino Quaglierini, Oreste Grossi og styrmand Cesare Milani.

## OL-medaljer
- 1932:  Sølv i otter
- 1936:  Sølv i otter